# Breslaus voetbalkampioenschap 1912/13
In 1912/13 werd het elfde Breslaus voetbalkampioenschap gespeeld, dat georganiseerd werd door de Zuidoost-Duitse voetbalbond. Preußen Breslau werd kampioen en plaatste zich voor de Zuidoost-Duitse eindronde. De club versloeg FC Britannia Posen en verloor in de halve finale van FC Askania Forst

## Eindstand
| Plaats | Club                          | Wed. | W  | G | V  | Saldo | Ptn   |
| ------ | ----------------------------- | ---- | -- | - | -- | ----- | ----- |
| 1.     | VfR 1897 Breslau              | 16   | 10 | 2 | 4  | 47:30 | 22:10 |
| 2.     | SC Preußen Breslau            | 16   | 10 | 2 | 4  | 31:22 | 22:10 |
| 3.     | SC Schlesien Breslau          | 16   | 9  | 3 | 4  | 41:18 | 21:11 |
| 4.     | Verein Breslauer Sportfreunde | 16   | 9  | 1 | 6  | 49:31 | 19:13 |
| 5.     | VfB 1898 Breslau              | 16   | 8  | 1 | 7  | 34:21 | 17:15 |
| 6.     | SC Germania 1904 Breslau      | 16   | 7  | 1 | 8  | 26:33 | 15:17 |
| 7.     | Breslauer SC 08               | 16   | 5  | 4 | 7  | 31:35 | 14:18 |
| 8.     | SC Falke Breslau              | 16   | 3  | 2 | 11 | 16:43 | 8:24  |
| 9.     | SC Pfeil Breslau              | 16   | 3  | 0 | 13 | 25:67 | 6:26  |

|  | Play-off titel      |
|  | Degradatie Play-off |

### Finale
|              |                  |       |                    |                      |
| 15 juni 1913 | VfR 1897 Breslau | 0 – 2 | SC Preußen Breslau | Falke-Platz, Breslau |
| 15 juni 1913 |                  |       |                    | Falke-Platz, Breslau |

### Degradatieplay-off
In juli 1913 fuseerde SC Pfeil met tweede klasse SV Corso 05 tot Breslauer FV 06. 
|                  |                 |              |                 |                    |
| 7 september 1913 | Breslauer FV 06 | 6 – 3 (n.v.) | Breslauer SpVgg | BSC-Platz, Breslau |
| 7 september 1913 |                 |              |                 | BSC-Platz, Breslau |

De wedstrijd werd naderhand niet als rechtsgeldig bevonden omdat Ernst Radeck van Breslauer FV 06 niet speelgerechtigd was. 
|                  |                 |       |                 |                          |
| 16 november 1913 | Breslauer FV 06 | 3 – 2 | Breslauer SpVgg | Schlesien-Platz, Breslau |
| 16 november 1913 |                 |       |                 | Schlesien-Platz, Breslau |

Na een bezwaar van Breslauer FV 06 werd op 18 november beslist om de tweede wedstrijd te annuleren en enkel de eerste wedstrijd te erkennen.